# Hôtel-Dieu (Lons-le-Saunier)

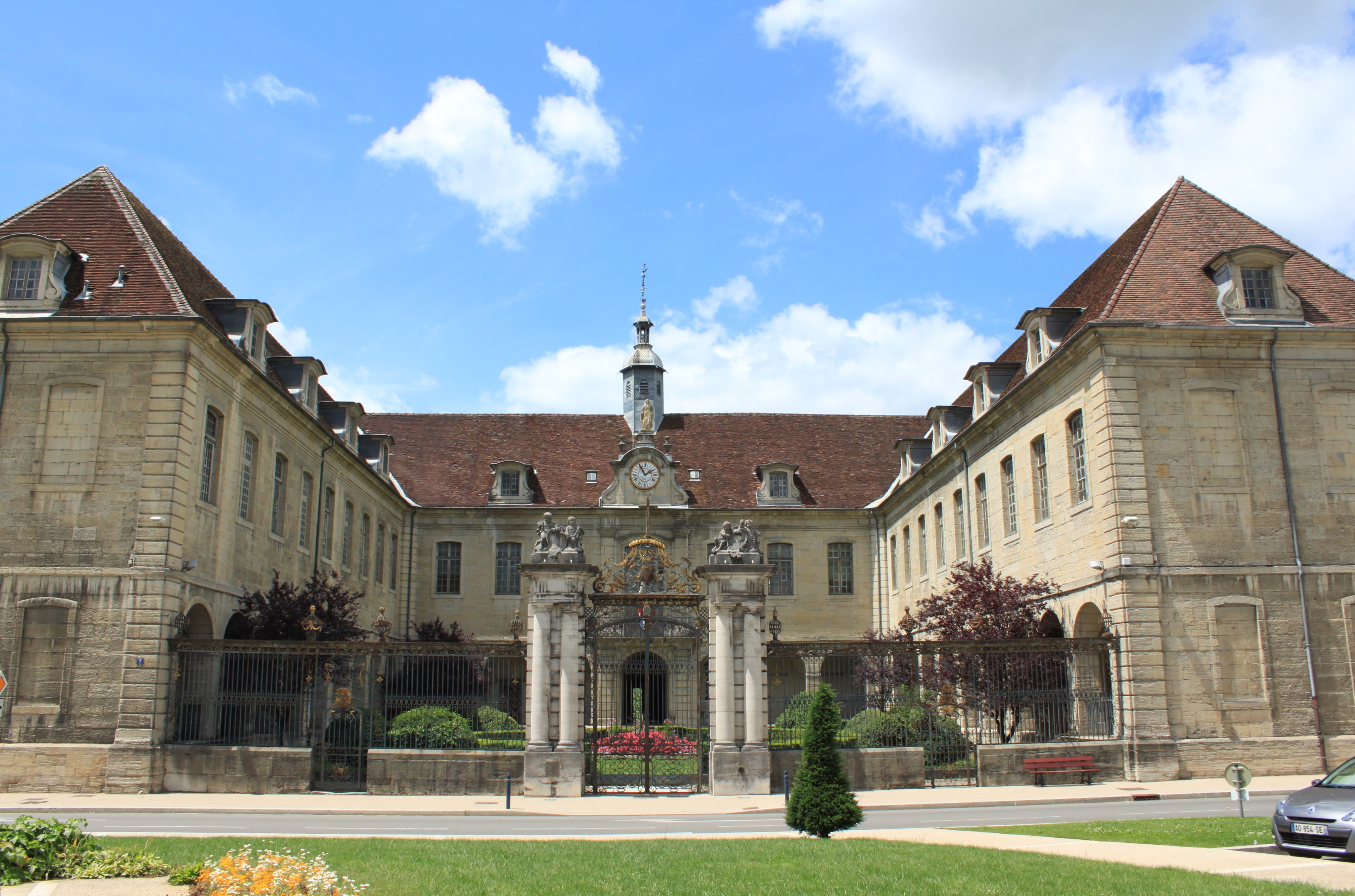
Hôtel-Dieu van Lons-le-Saunier

Het Hôtel-Dieu van Lons-le-Saunier, in het Frans departement Jura, is een voormalig gasthuis in de stad Lons-le-Saunier. Het dateert zowel van de 18e als van de 19e eeuw. Het was een ziekenhuis tot en met de Eerste Wereldoorlog.

## Historiek
Het centrale gedeelte heeft een U-vorm met een binnenplaats; dit oudste stuk dateert van de jaren 1735-1745. Lons-le-Saunier was een stad in de provincie Franche-Comté in het koninkrijk Frankrijk. Architect J.P. Galezot uit Besançon, provinciehoofdplaats, tekende de plannen. De smeedijzeren toegangspoort werd toegevoegd in 1779. Kloosterzusters stonden in voor de ziekenverzorging.
In de 19e eeuw werd het gasthuis belangrijk uitgebouwd: er kwam een noordelijke vleugel bij in de jaren 1830-1839 en een zuidelijke vleugel in 1865-1868. Voor dit laatste moesten de paardenstallen wijken. Ook in de 19e eeuw werd de kapel heringericht op vraag van aalmoezenier Martin. De apotheek van het ziekenhuis telde 3 kamers en bevat tientallen vazen in porselein, koper en tin; de wanden zijn bezet met houten lambrisering. Ook de vergaderzaal van het ziekenhuisbestuur heeft een houten lambrisering.
Sinds 1891 en gedurende de 20e eeuw werden de verschillende delen van het ziekenhuis geklasseerd als historisch beschermd erfgoed; dit gold ook voor de inboedel van de apotheek. Sinds de 20e eeuw is het voormalig gasthuis ingericht als museum.